# Brian Thompson (homme d'affaires)
Pour les articles homonymes, voir Brian Thompson, Thompson et Thomson.
Brian Robert Thompson, né le 10 juillet 1974 à Jewell Junction (Iowa, États-Unis) et mort le 4 décembre 2024 à Manhattan (État de New York), est un homme d'affaires américain. Nommé directeur général de UnitedHealthcare en 2021, il est assassiné par balles le 4 décembre 2024 devant l'hôtel New York Hilton Midtown (en).

## Biographie

### Jeunesse et formation
Brian Robert Thompson naît le 10 juillet 1974 à Jewell Junction, ville située dans l'État américain de l'Iowa, au nord de Des Moines. Il est le fils de Dennis Thompson, ouvrier dans des entreprises de silos agricoles, et Pat Thompson.
Il est scolarisé au lycée South Hamilton à Jewell, où il obtient son diplôme, avant d'entrer à l'université de l'Iowa. En 1997, il décroche un Bachelor of Arts en administration d'entreprise avec une spécialisation en comptabilité.

### Carrière professionnelle
Il est engagé dès la sortie de l'université par l'entreprise d'audit et de conseil PricewaterhouseCoopers, où il reste pendant sept ans.
En 2004, il rejoint UnitedHealthcare, première entreprise mondiale dans le domaine de la santé, en tant que directeur du développement de l'entreprise. Il est notamment chargé de gérer les fusions-acquisitions réalisées par le groupe. Il reste quatre ans à ce poste. Il rejoint ensuite la division chargée de superviser les activités publiques de UnitedHealthcare, notamment les programmes de protection et d'assurance sociale Medicare et Medicaid. Sa carrière témoigne d'une ascension rapide au sein de l'entreprise. Il occupe également le poste de directeur administratif et financier de la division Employer and Individual, Community and State and Medicare and Retirement de UnitedHealthcare.
En avril 2021, il est promu au poste de directeur général de UnitedHealthcare, la division Assurances du groupe Unitedhealth. Il dirige alors plus de 140 000 employés. Sous sa direction, les profits réalisés par l'entreprise passent de 12 milliards de dollars en 2021 à 16 milliards en 2023. Il reçoit en 2023 une rémunération de 10,2 millions de dollars, composée d'un salaire de base d'un million de dollars et d'allocations en espèces et en actions.
Une commission sénatoriale a conclu qu'UnitedHealthcare refusait intentionnellement de prendre en charge certains soins afin d'accroître ses bénéfices. En mai 2024, la justice américaine lance une enquête contre Brian Thompson pour violations des lois antitrust et délit d'initié. Il aurait reçu 15 millions de dollars lors d'une vente d'actions, réalisée juste avant l'annonce publique de l'ouverture de l'enquête.

### Assassinat
Le 4 décembre 2024, vers 6 h 45 (EST), plusieurs tirs visent Brian Thompson dans le dos et au mollet droit. Il est alors à proximité de l'hôtel New York Hilton Midtown (en), dans le quartier d'affaires de Midtown, à Manhattan. Il doit participer durant la journée à une conférence réunissant des investisseurs d'UnitedHealth. Il meurt pendant son trajet vers l'hôpital, à l'âge de 50 ans.
La police diffuse le portrait d'un homme, repéré sur les caméras de surveillance au moment où il tirait sur Brian Thompson. Elle offre une récompense de 10 000 dollars à toute personne apportant des informations qui aideraient à retrouver le tireur et se met à sa recherche. Ce dernier s'est enfui à vélo immédiatement après avoir tiré. Le visionnage des nombreuses caméras de surveillance du secteur permet de retracer son parcours avant l'assassinat.
Le mobile de cet assassinat, dont « tout indique à ce stade qu’il s’agit d’une attaque préméditée, organisée et ciblée », selon un policier, n'est pas connu. Plusieurs pistes existent : la femme de Brian Thompson indique qu'il subissait des menaces de multiples personnes, qu'elle estime pouvoir être liées à son activité dans la couverture sociale,. Les policiers retrouvent par ailleurs des douilles sur les lieux du crime, sur lesquelles sont inscrits les mots « delay » (retarder), « deny » (refuser) et ce que les enquêteurs pensent être « depose ». Ces mots pourraient faire écho à l'expression anglophone « delay, deny, defend » (retarder, refuser, contester), une formule courante pour décrire les méthodes des assureurs cherchant à éviter de rembourser leurs assurés, mise en avant par le livre Delay, Deny, Defend: Why Insurance Companies Don't Pay Claims and What You Can Do About It, publié en 2010.
Un suspect, Luigi Mangione, un Italo-Américain de 26 ans, est arrêté le 9 décembre 2024 dans un restaurant McDonald's d'Altoona en Pennsylvannie. Il est officiellement inculpé pour l'assassinat de Brian Thompson le lendemain, le 10 décembre. Il est indiqué que le suspect était en possession d'un manifeste contre le système d'assurance santé lors de son arrestation.

### Polémique à la suite de sa mort
L'entreprise UnitedHealth Group adresse ses condoléances dans un message posté publiquement, mais l'entreprise doit limiter les commentaires sous son post. L'affaire divise les États-Unis et les réactions sont partagées. De nombreux Américains voient positivement, tournent en dérision, voire glorifient cet assassinat, en raison de l'injustice perçue des « systèmes des assurances de santé », en particulier du groupe UnitedHealthcare qui, selon un rapport du Sénat des États-Unis, malgré son statut de « plus grosse compagnie d'assurances des États-Unis, serait […] celle qui indemnise le moins les patients ». Deux fausses alertes à la bombe sont déclenchées sur la propriété de la famille Thompson.

## Vie privée
Brian Thompson est marié à Paulette Thompson et le couple a deux enfants. Au moment de la mort de Brian, ils vivaient à Maple Grove, en banlieue de Minneapolis.